# Estornell de Kenrick
L'estornell de Kenrick
(Poeoptera kenricki) és una espècie d'ocell de la família dels estúrnids (Sturnidae). Es troba a Kenya i Tanzània. Habita els boscos tropicals i subtropicals de frondoses humits de l'estatge montà El seu estat de conservació es considera de risc mínim.
El nom específic de Kenrick fa referència al col·leccionista britànic R. W. E. Kenrick (fl. 1889).